# Мышецкий, Борис Ефимович
Князь Борис Ефимович Мышецкий (ум. после 1689) — русский государственный и военный деятель, стряпчий (1644), стольник (1647) и воевода.

## Биография
Представитель княжеского рода Мышецких. Второй сын дворянина московского и воеводы, князя Ефима Фёдоровича Мышецкого. Братья — князья Даниил и Яков Мышецкие.
В 1641 году князь Б. Е. Мышецкий поступил на службу. В 1641—1643 годах находился при своем отце во время его дипломатической миссии в Грузии.
В 1644 году князь Б. Е. Мышецкий был пожалован в стряпчие, а в 1647 года получил чин стольника. 16 января 1648 года на первой свадьбе царя Алексея Михайловича с Марией Ильиничной Милославской он был в шествии при фонарях. В 1648—1649 годах — рында в белом платье во время приёмов иностранных послов.
В сентябре 1648 года князь Борис Мышецкий сопровождал царя Алексея Михайловича в поезде в Троице-Сергиеву лавру. В 1654—1658 годах участвовал в военных действиях против Великого княжества Литовского. В 1658 году он был отправлен в полк князя Н. И. Лобанова-Ростовского с государевым милостивым словом.
В 1661—1662 годах князь Борис Ефимович Мышецкий был «товарищем» (заместителем) князя Григория Григорьевича Ромодановского и участвовал в военных действиях против восставших украинских казаков. Он посылал отряд под Трахтемиров монастырь на крымских татар, разбил в боях под Каневым и Переяславлем полковника Сулиму, затем ходил в поход под города Воронков и Борисполь.
В 1663 году князь Б. Е. Мышецкий был отправлен для сыскных дел в Путивль, Рыльск и Карачев. В 1664—1665 годах служил в полках князей Якова Куденетовича Черкасского и Юрия Алексеевича Долгорукова и участвовал в походах против польско-литовских войск.
В 1668 году Борис Ефимович Мышецкий был назначен «товарищем» (заместителем) первого воеводы, князя Петра Алексеевича Долгорукова, и участвовал вместе с ним в походе на черкасские города, затем служил в Севске, где был «товарищем» первого воеводы, князя Григория Семёновича Куракина, участвовал в походе против крымских татар.
В 1671 году князь Б. Е. Мышецкий, находясь под командованием главного воеводы, князя Юрия Алексеевича Долгорукова, участвовал в подавлении восстания под руководством донского атамана Степана Разина. Князь Борис Мышецкий был отправлен в Тамбовский уезд, где подавил крестьянский бунт и рассеял отряда восставших.
В декабре 1673 года стольник Борис Мышецкий был назначен осадным воеводой и заместителем князя Григория Григорьевича Ромодановского в Белгороде. В 1674—1675 годах стоял в Белгороде для охраны южнорусских границ от набегов крымских татар.
В 1689 года из-за старости и ран князь Борис Ефимович Мышецкий был отправлен в отставку с военной службы.

## Семья и дети
Был дважды женат. Его первой женой была Евфимия Михайловна (в девичестве Дурново), от брака с которой детей не имел.
Вторично женился на Марии Васильевне (ум. 1703), от брака с которой оставил сына и двух дочерей:
- Князь Григорий Борисович Мышецкий (? — 1744)
- Княжна Евдокия Борисовна Мышецкая (ум. после 1716), жена Якова Прокофьевича Ляпунова
- Княжна Аграфена Борисовна Мышецкая (ум. после 1747), жена Ивана Траханиотова.